# Shmerke Kaczerginski
Shmerke Kaczerginski (Kaczergiński; geboren am 28. Oktober 1908 in Wilna, Russisches Kaiserreich; gestorben am 23. April 1954 bei einem Flugzeugabsturz in Argentinien) war ein litauisch-jüdischer Schriftsteller, Dichter und Sammler jüdischen Liedguts während der nazistischen Verfolgung in seinem Land von 1941 bis 1944 sowie ein Partisan der Jahre 1943/1944.

## Leben

### Die frühen Jahre
Shmerke Kaczerginski wuchs nach dem frühen Tod seiner Eltern mit seinem Bruder bei beider Großvater auf. Er besuchte die Talmud-Tora-Schule für bedürftige Kinder und bildete sich nach Abschluss der Grundschule in Abendkursen weiter. Seinen Lebensunterhalt bestritt er als Angestellter in einer Lithographie-Werkstatt. Hier knüpfte Kaczerginski ersten Kontakt zur kommunistischen Jugendbewegung seines damals noch unabhängigen Landes und wurde deren Mitglied. 1929 schloss sich der 21-Jährige einem avantgardistischen, literarisch-künstlerischen Kreis namens „Jung Wilne“ an, dem u. a. auch der Schriftsteller Abraham Sutzkever angehörte. Nachdem Litauen 1940 infolge der Besetzung seines Landes durch die Sowjetunion seine Unabhängigkeit verloren hatte, engagierte sich Kaczerginski gegen die Unterdrückung der jüdischen Kultur durch die sowjetischen Behörden.

### Unter der deutschen Besatzung
Im Juni 1941 marschierte die deutsche Wehrmacht im Rahmen des Unternehmen Barbarossa auch in Wilna an und begann sofort mit der Verfolgung der jüdischen Einwohner Litauens. Kaczerginski wurde 1942 in das Ghetto Wilna deportiert. Anders als das Gros der Mitgefangenen, entschloss sich Kaczerginski rasch zum Widerstand und schloss sich der jüdischen Widerstandsorganisation FPO unter der Führung von Abba Kovner an. Gemeinsam mit Sutzkever und anderen Künstlern organisierte Kaczerginski vor Ort das kulturelle Leben: Er stellte Theatervorstellungen sowie Literaturabende und Bildungsprogramme auf die Beine. Die Texte der von ihm geschriebenen oder gesammelten Lieder sollten vor allem Mut machen und den Durchhalte- und Überlebenswillen der litauischen Juden stärken. Das Lied „Friling“ schrieb er nach dem Tod seiner ersten Frau, der Song „Yugnt Himen“ wurde zur Hymne des Jugendclubs im Ghetto. Das Lied „Itsik Vitnberg“ wiederum widmete Kaczerginski dem Anführer der FPO, Jitzchak Wittenberg, nach dessen Tod.
Kaczerginski, Sutzkever und weitere Ghettobewohner, die zur so genannten „Papierbrigade“ zählten, versuchten, so viele jüdische Bücher und Kulturgegenstände wie möglich vor den Plünderungen und der Vernichtung durch den Einsatzstab Reichsleiter Rosenberg (ERR) zu retten. Kurz vor der Liquidierung des Ghettos im September 1943 gelang Kaczerginsi die Flucht zu den sich in den Wäldern am Naratsch (Fluss) versteckenden, sowjetischen Partisanen. Als Mitglied einer jüdischen Partisaneneinheit war Kaczerginski bei der Befreiung von Vilnius im Juli 1944 durch Rotarmisten beteiligt. Kaczerginski und einige FPO-Mitstreiter machten sich augenblicklich an die Bergung der seit Herbst 1943 versteckten jüdischen Dokumente und Kulturgüter aus dem Ghetto und begannen mit dem Aufbau eines Jüdischen Museums. Fünf Jahre darauf (1949) wurde dieses im Rahmen der antizionistischen Kampagne Stalins wieder geschlossen.

### Nach dem Krieg
Nach erfolglosen Bemühungen, die Lieder und Zeugenaussagen im nun erneut von der UdSSR annektierten Litauen zu veröffentlichen, zog Kaczerginski ins polnische Łódź und engagierte sich dort im Rahmen der Jüdischen Historischen Kommission um eine erste Anthologie jiddischer Lieder. In Łódź heiratete Witwer Kaczerginski erneut. Als auch im wiedererstandenen Polen der Antisemitismus erblühte, verließ Shmerke Kaczerginski das Land und übersiedelte nach Paris, wo er 1948 seine Liedersammlung Dos Gezang Fun Vilner Geto veröffentlichen konnte. Bereits im Jahr zuvor war in New York sein Bericht Churbn Wilne („Zerstörung Wilnas“) auf Jiddisch erschienen. Ebenfalls in der Stadt am Hudson wurde 1948 seine Anthologie Lider fun di Getos un Lagern publiziert, die zum bekanntesten Werk jüdischer Lieder aus dem Holocaust gehört. Bereits im November 1947 reiste Shmerke Kaczerginski durch die US-Besatzungszone in Deutschland, hielt Vorträge und sammelte in Displaced-Persons-Auffanglagern weiteres kulturhistorisch wertvolles Material, das später dem Archiv von Yad Vashem zur Aufbewahrung überlassen wurde.
1950 wanderte Shmerke Kaczerginski nach Argentinien aus, arbeitete in Buenos Aires als Schriftsteller und Vermittler jüdischer Kultur und versuchte, das Schicksal der Juden im Holocaust literarisch aufzuarbeiten. Als Zeitzeuge reiste er durch diverse Staaten Nord- und Lateinamerikas und schilderte seine Erlebnisse während des Holocausts. Bei einer dieser Reisen auf dem Rückflug vom westargentinischen Mendoza kam Shmerke Kaczerginski bei einem Flugzeugabsturz Ende April 1954 ums Leben.

## Anthologie seiner Ghettolieder
Erfasst 1941 bis 1943, für die Nachwelt dokumentiert nach der Befreiung 1944.
- Undzer gezang, varshe [Warschau], tsentral-komitet fun di yidn in poyln, 1947
- Dos gezang fun vilner geto, Farlag fun di Vilner in Frankraykh, 1947 Digitalisat
- Lider fun di getos un lagern, Aroysgegebn fun Organizir komitet fun Alveltlekhn Yidishn Kultur-kongres durkh Tsiko bikher-farlag, 1948
- Khurbn vilne, Aroysgegebn fun dem fareyniktn Vilner hilfs-Komitet in Nyu-York durkh Tsiko bikher-farlag, 1947
- Partizaner geyen!, Tsenṭral farband fun Poylishe Yidn in Argenṭine, 1947 (Dos poylishe yidntum, Bd. 18)
- Tsvishn hamer un serp, h. mo. l., 1949
- Ikh bin geven a partizan, aroysgegebn durkh fraynd fonem meḥaber, 1952 Digitalisat
- Dos gezang fun vilner geto: Lieder aus dem Wilnaer Ghetto. Gesammelt von Shmerke Kaczerginski, herausgegeben und ins Deutsche übertragen von Dieter Koller und Sebastian Wogenstein. Hentrich und Hentrich, Leipzig 2025, ISBN 978-3-95565-664-5.